# Ritratto del Conte Duca di Olivares
Ritratto del Conte Duca di Olivares è un dipinto a olio su tela (67x54,5 cm) realizzato nel 1635 dal pittore Diego Velázquez, raffigurante Gaspar de Guzmán y Pimentel, potentissimo ministro di Filippo IV di Spagna.
Il ritratto è conservato nel Museo dell'Ermitage di San Pietroburgo.